# 上川ゆう
上川 ゆう（かみかわ ゆう、1979年12月26日 - ）は、日本の女性声優。広島県出身。マウスプロモーション所属。

## 人物
方言は広島弁。

## 出演

### テレビアニメ
2013年
- 君のいる町（恭輔の母）

### Webアニメ
- マウスどうぶつえん（2018年、オカメインコのゆう）

### ゲーム
2012年
- WHITE ALBUM 2 幸せの向こう側（工藤美代子）

2013年
- ダンジョントラベラーズ2 王立図書館とマモノの封印

### 吹き替え
- ジョアンオブアーク
- 新・イヴのすべて
- スター・ウォーズ/クローン・ウォーズ（ジェック・ロクウェイン）
- スター・ウォーズ: バッド・バッチ（ジェック・ロクウェイン）
- BONES
- ミディアム5（キャシディ―・ピアソン）
- ムーンライズ・キングダム